# 达德利·萨金特
达德利·艾伦·萨金特（英語：Dudley Allen Sargent；1849年9月28日—1924年7月21日），是美国19世纪末20世纪初美国体育界致力于体育科学化发展的先驱，还是世界上第一位从预防医学角度研究体育的医学家，对后来世界体育教育的发展产生了巨大影响。

## 作品
- 《Universal Test for Strength, Speed and Endurance》（1902年）
- 《Health, Strength and Power》（1904年）
- 《Physical Education》（1906年）